# Viscount Sydney
Viscount Sydney war ein erblicher britischer Adelstitel, der je einmal in der Peerage of England und einmal in der Peerage of Great Britain verliehen wurde.

## Erste Verleihung
Am 9. April 1689 wurde der Titel Viscount Sydney of Shepey in the County of Kent für den Politiker und Militär Henry Sydney, einen jüngeren Sohn des 2. Earl of Leicester geschaffen. Zusammen mit dem Viscounttitel wurde ihm der nachgeordnete Titel Baron Milton in the County of Kent verliehen. Am 14. Mai 1694 wurde er zum Earl of Romney in the County of Kent erhoben. Alle drei Titel gehörten zu Peerage of England. Er blieb unverheiratet und kinderlos, weshalb alle drei Titel bei seinem Tod am 8. April 1704 erloschen.

## Zweite Verleihung
Am 11. Juni 1789 wurde der Titel Viscount Sydney of St. Leonards in the County of Gloucester an Thomas Townshend, 1. Baron Sydney verliehen. Am 6. März 1783 war ihm bereits der Titel Baron Sydney, of Chiselhurst in the County of Kent verliehen worden. Beide Titel gehörten zur Peerage of Great Britain. Sein Enkel, der 3. Viscount, wurde am 27. Februar 1874 in der Peerage of the United Kingdom zum Earl Sydney erhoben. Mit dem Tod des 1. Earls erloschen 1890 alle drei Titel.

## Liste der Viscounts und Earls Sydney

### Viscount Sydney, erste Verleihung (1689)
- Henry Sydney, 1. Earl of Romney, 1. Viscount Sydney (1641–1704)

### Viscount Sydney, zweite Verleihung (1789)
- Thomas Townshend, 1. Viscount Sydney (1733–1800)
- John Thomas Townshend, 2. Viscount Sydney (1764–1831)
- John Robert Townshend, 3. Viscount Sydney (1805–1890) (1874 zum Earl Sydney erhoben)

### Earls Sydney (1874)
- John Robert Townshend, 1. Earl Sydney, 3. Viscount Sydney (1805–1890)